# Chrysomyxa rhododendri
Chrysomyxa rhododendri är en svampart som beskrevs av de Bary 1879. Chrysomyxa rhododendri ingår i släktet Chrysomyxa och familjen Coleosporiaceae.   Inga underarter finns listade i Catalogue of Life.

## Bildgalleri

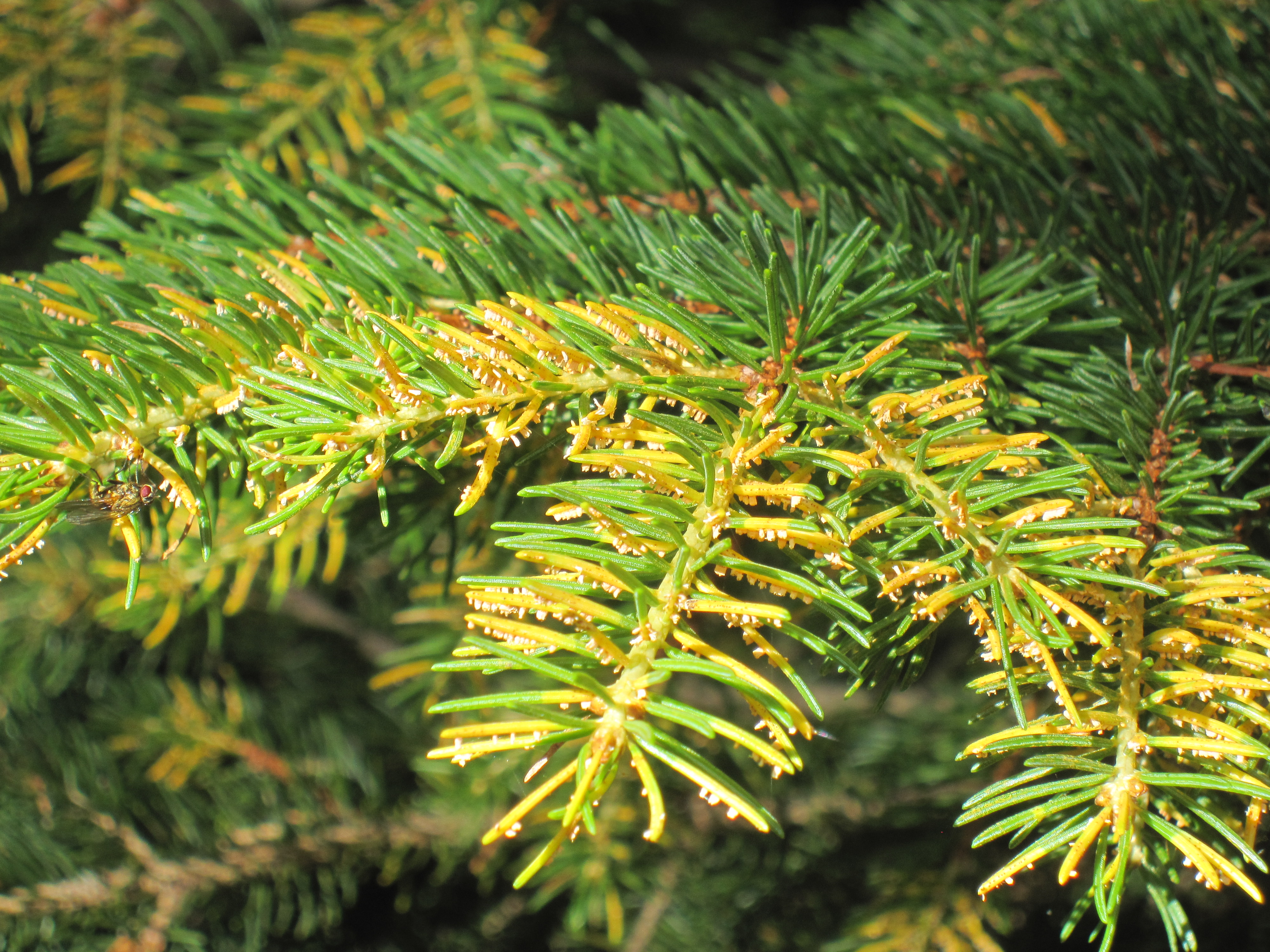